# Anni Roth
Anni Roth (fl. XX secolo) è stata una schermitrice austriaca, vincitrice di una medaglia di bronzo ai campionati mondiali di scherma.